# Підгір'я (Холмський повіт)
Підгір'я, давній Спас (пол. Podgórze, Подґуже) — село в Польщі, у гміні Холм Холмського повіту Люблінського воєводства. Населення — 58 осіб (2011).

## Історія
У 1975—1998 роках село належало до Холмського воєводства.

## Церква Преображення Господнього (Спаса)

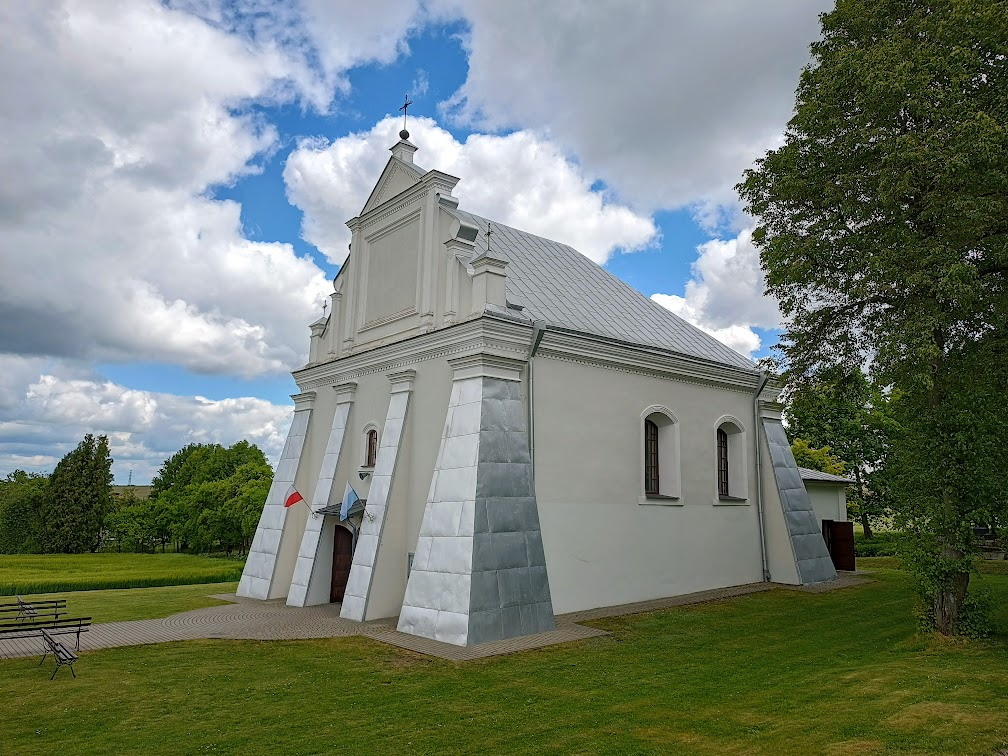
Церква Преображення Господнього (Спаса)

У селі збереглась пам'ятка української історії — церква Преображення Господнього (Спаса), датована XVI століттям. Церква і територія колишнього монастиря, розташовується коло підніжжя гори, із оригінальною назвою Щекавиця, яка потім трансформувалась у Щековизну. Поруч від церкви колись протікав струмок джерельної води.
За даними митрополита Іларіона (Огієнка), перша згадка про церкву датуєть 1264 роком. Згідно з переказами, котрі були записані єпископом Яковом Сушею, Спаська церква була перебудована з оборонної вежі чи колишнього язичницького святилища на руїнах язичницького капища, побудованого ще князем Щеком. Згідно з цим же переказом, ново-влаштованій церкві князь Володимир Святославич подарував ікону Спасителя. Від неї село і храм отримали свої назви. За даними А. Косіборського та М. Стасюка, у вівтарній частині церкви збереглися фрагменти мурування XIII століття.

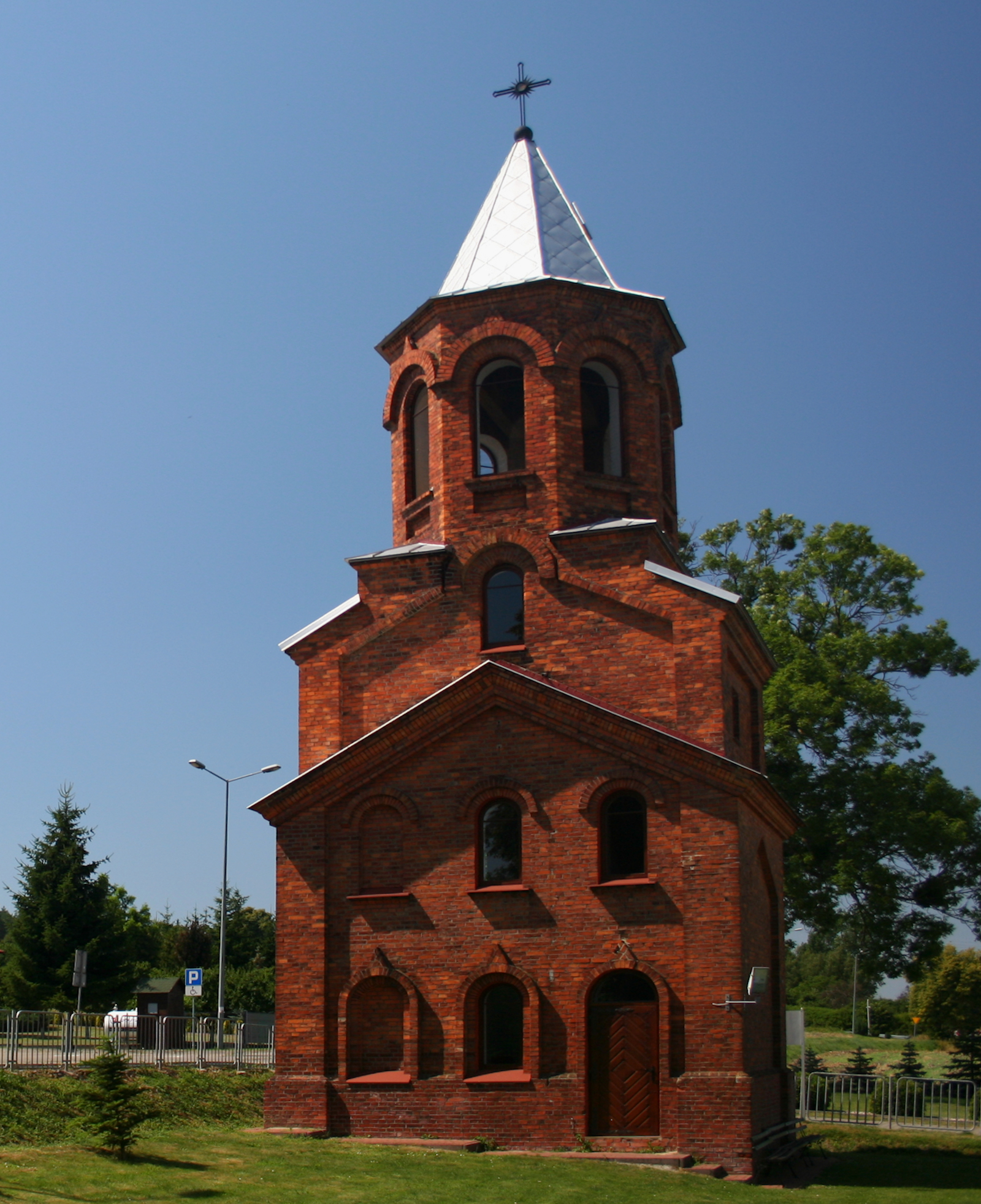
Дзвінниця 1912 року біля церкви

При церкві існував монастир. У 1440 році польський король Владислав Варненьчик надав церкві і монастиру привілей. У 1459—1469 роках місцевим священиком був Вакула. Монастир також згадується в люстрації 1564—1565 років. У 1571 році польський король Сигізмунд Август надав місцевому священику Івану Гавриловичу привілей. Монастир занепав в період переходу Холмської єпархії на Унію. З 1622 року він діяв греко-католицький. У 1639 році, єпископ Мелетій Терлецький передав монастир василіанам. У другій половині XVII століття, зовнішній вигляд церкви зазнав змін, набувши барокових рис, більш характерних для латинського християнства. Монастир було ліквідовано, ймовірно, у середині XVIII століття як малочисельний.
З 1875 року, у часи Російської імперії, церква знову діяла як православна. У 1882 році була пробита східна стіна та добудована вівтарна частина, побудована дзвіниця у москво-візантійському стилі. Близько цього часу в селі була збудована дерев'яна каплиця святого Онуфрія, яка згоріла 18 липня 1915 року. У 1912 році біля церкви зведено чотириярусну муровану цегляну дзвіницю за проектом єпархіального архітектора Олександра Пуринга. Після Першої світової війни церкву було зачинено. 8 травня 1924 року польська влада перетворила давню православну церкву на римо-католицький костел. Під час Другої світової війни, за німецької окупації, у селі діяла відновлена православна парафія.

## Населення
Демографічна структура станом на 31 березня 2011 року:
|          | Загалом | Допрацездатний вік | Працездатний вік | Постпрацездатний вік |
| -------- | ------- | ------------------ | ---------------- | -------------------- |
| Чоловіки | 31      | 7                  | 19               | 5                    |
| Жінки    | 27      | 7                  | 13               | 7                    |
| Разом    | 58      | 14                 | 32               | 12                   |